# Sayed Moawad
Sayed Moawad (arabisch سيد معوض, DMG Sayyid Muʿawwaḍ; * 25. Mai 1979 in Madinat al-Fayyum) ist ein ehemaliger ägyptischer Fußballspieler.
Er begann seine Laufbahn bei Aluminium Nag Hammâdi, ehe er im Jahr 2000 zum Ismaily SC in die Egyptian Premier League wechselte. Er gehörte mit seiner Mannschaft in den folgenden Jahren zur Spitzengruppe der Liga und konnte die Meisterschaft 2002 gewinnen. Anfang 2008 wurde er zunächst für ein paar Monate an den türkischen Erstligisten Trabzonspor ausgeliehen, später von diesem fest verpflichtet. Er konnte sich dort jedoch nicht durchsetzen und kam nur auf vier Einsätze. Er kehrte Mitte 2008 nach Ägypten zurück und schloss sich Rekordmeister al Ahly SC an. Dort wurde er zu einer festen Größe und gewann in den folgenden Jahren erneut die Meisterschaft. Ab 2011 wurden seine Einsätze weniger, ehe er im Jahr 2014 seine Karriere beendete
Mit der ägyptischen Nationalmannschaft gewann er den Afrika-Cup 2008 und 2010.

## Erfolge
- Afrikameister: 2008, 2010
- CAF Champions League: 2012, 2013
- Ägyptischer Meister: 2002, 2009, 2010, 2011, 2013, 2014